# 琥珀の道

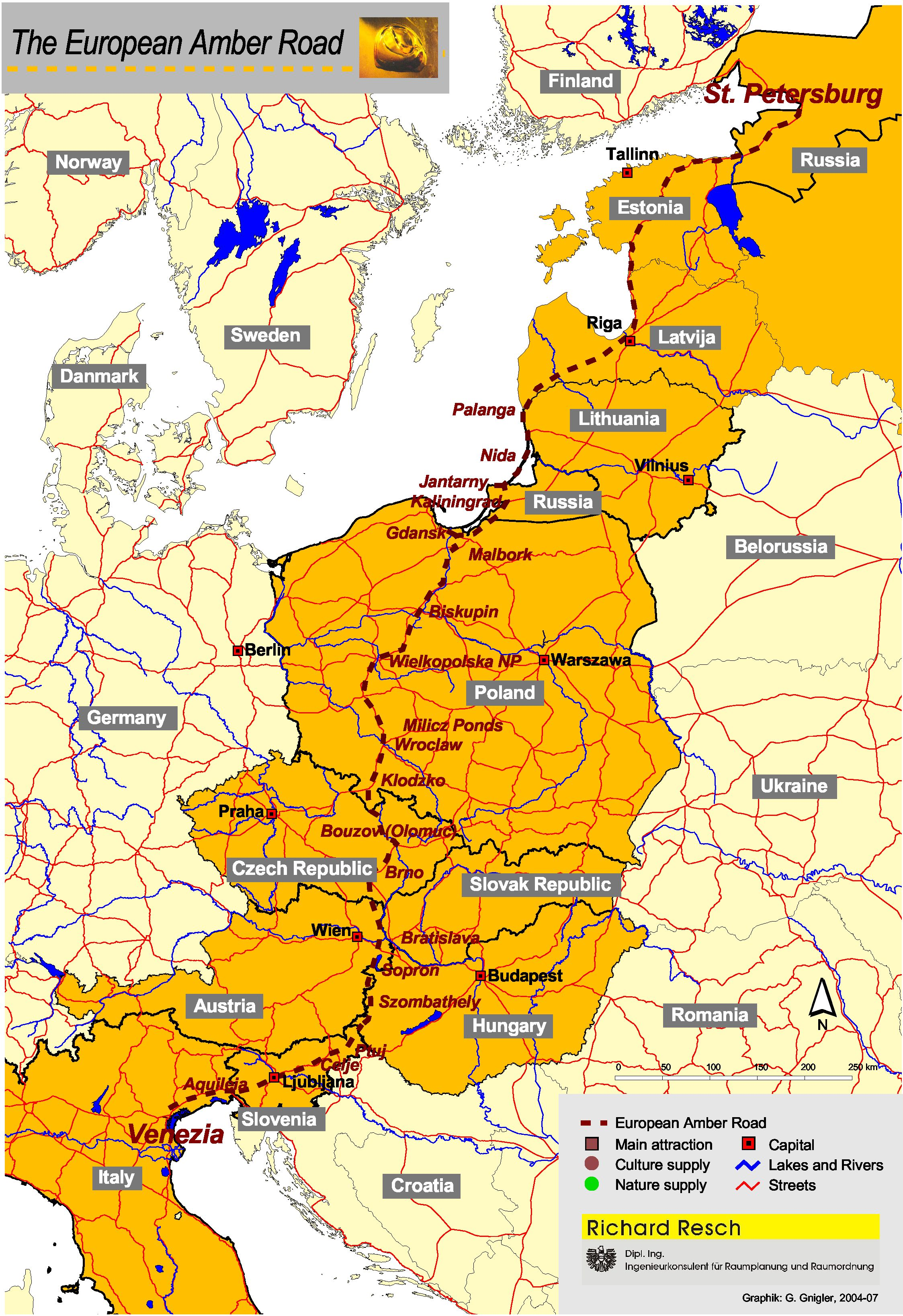
琥珀の道

琥珀の道（こはくのみち、ポーランド語: Szlak BursztynowyまたはJantarowy Szlak、ロシア語: Янтарный путь、チェコ語: Jantarová stezka、ドイツ語: Bernsteinstraße、ハンガリー語: Borostyánút、イタリア語: Via dell'Ambra、ラトビア語: Dzintara Ceļš、リトアニア語: Gintaro kelias、スロベニア語: Jantarjeva pot、英語: Amber Road）は、古代の琥珀の交易路を指す名称。琥珀街道とも。水上交通と古代の交通路として、数世紀の間ヨーロッパ＝アジア間の往復路、北ヨーロッパから地中海までの往復路となっていた。
装飾品に欠かせない構成材として、琥珀は北海とバルト海沿岸からヴィスワ川とドニエプル川の水運によって陸路を行き、イタリア、ギリシャ、黒海、エジプトへと何千年も前から輸送され、それはその後も長い間続いた。
ローマ帝国時代、主要路はポーランドのバルト海沿岸から南下してカリシア（現在のカリシュ市）を経由し、シレジア地方の峠「モラヴィア門」を越え、ボイイ族の土地（今日のボヘミア）とモラヴィアの境を通ってアドリア海の先端へ到達する、南よりの道であった。古代エジプトのファラオであるツタンカーメンの墓には、その副葬品の中にバルト海産の琥珀があった。また、琥珀は北海からデルポイのアポロン神殿へ供物として送られた。黒海からの通商ルートは、もう一つの古代の交易路シルクロードに沿ってアジアへと続いていたのだろう。
バルト海に面したプルーセン人の町カウプとトルソは、南へ向かう交易路の出発地点だった。おそらく、琥珀の道はスカンディナヴィアでは北欧青銅器時代の繁栄を引き起こし、地中海からヨーロッパ北端の諸国へと影響をもたらした。
ロシア・カリーニングラード州は、琥珀の地という意味のヤンタルヌイ・クライ（Янтарный край）と呼ばれることがある。

## 琥珀の道が通った国々

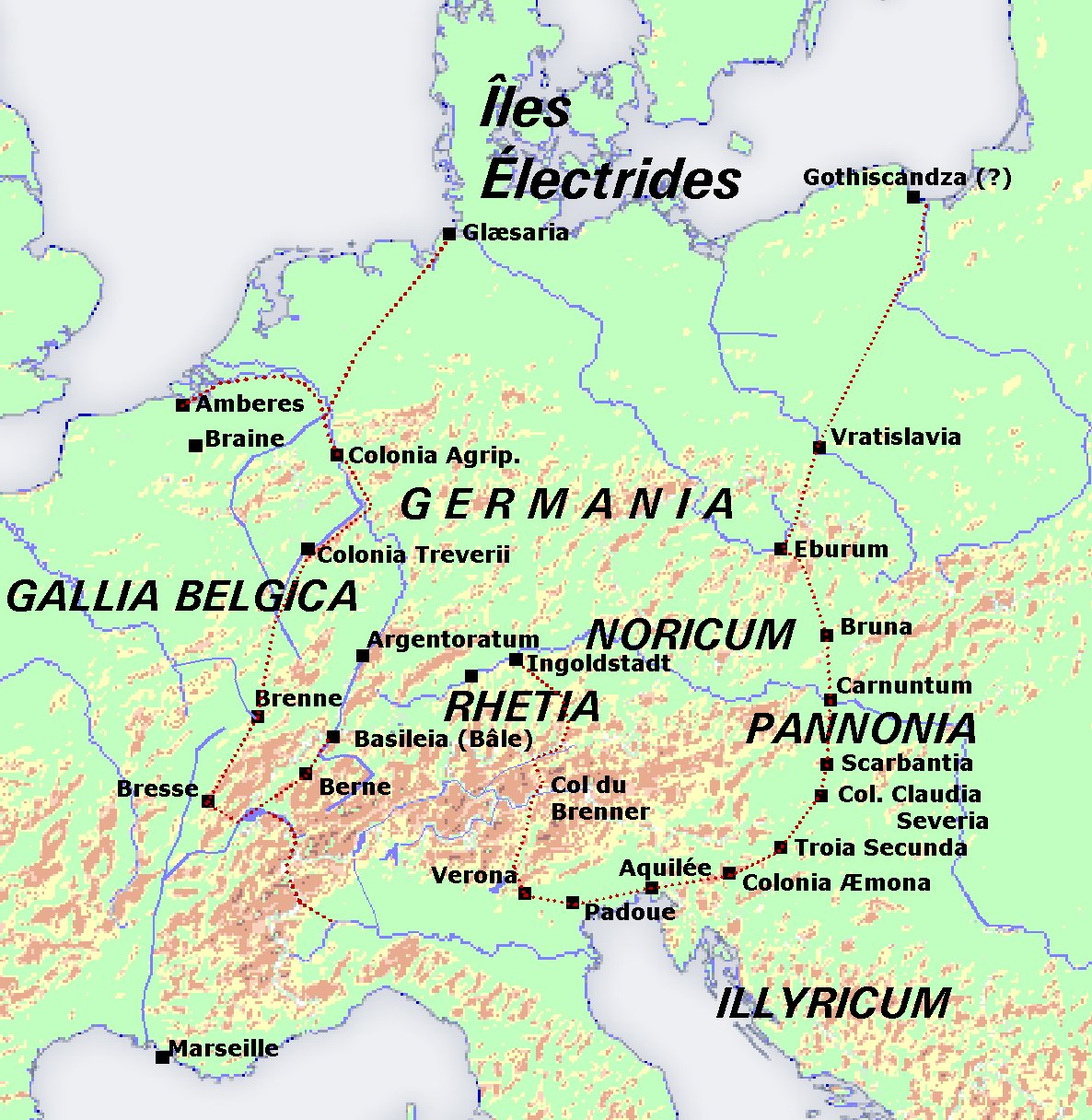
琥珀の道

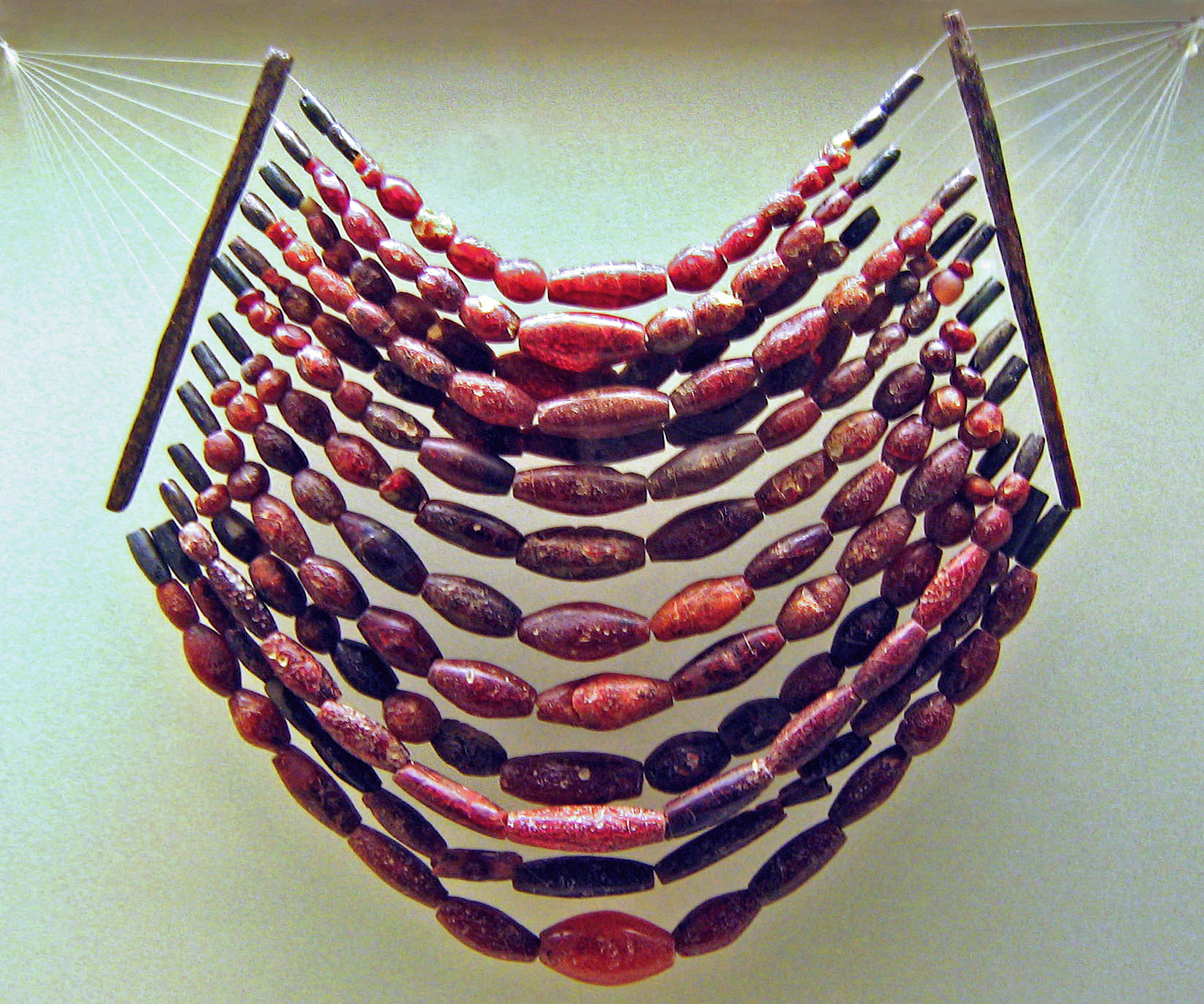
ハルシュタット文明時代の墓から出土した琥珀の首飾り

琥珀の道は、琥珀の産地と取引先であるヨーロッパ、中東、極東地域とをつないでいた。

### バルト三国とポーランド
琥珀はポーランドの北岸とバルト三国の西岸地方、とくにポーランドのプロイセン地方およびポメラニア地方でもっとも多く採掘された。現在でも世界の琥珀の約90%はポーランドのバルト海沿岸で産出される。バルト三国における最短（そしておそらく最古）の道は内陸の高山気候地帯を避けてエストニアのバルト海沿岸部を通った。各地の琥珀はヴィエルコポルスカ地方のカリシュ（Kalisz）で中継された。カリシュは古代ローマのプトレマイオスがカリシア（Calicia）と記録している街である。ここからシレジア地方へ向かい、モラヴィア門（カルパティア山脈と東ズデーテン山地の中間点にあるゆるやかな峠）を通り、チェコに入る。

### 中央ヨーロッパ内陸部
上記のモラヴィア門を抜けるとモラヴァ川でオーストリアへ向かい、カルヌントゥム（オーストリアにある古代ローマの軍事基地）近くでドナウ川を横切り、アドリア海沿岸のアクイレイアへ南下した。

### ドイツ
いくつもの道が北海（Nordsee）とバルト海（Ostsee）をつないでいたが、特にアンバー市（Ambur、現在のハンブルク）からブレンナー峠を通過しイタリアのブルンディシウム（現在のブリンディジ）とアンブラキア（現在のギリシャ、アルタ）へ向かうルートが知られた。

### スイス
スイス地方は、首都ベルン周囲と、おそらくローヌ川とライン川の境目から発するアルプス道に集中していた。

### オランダ
バールン、バルネフェルト、アメルスフールト、アメロンヘンを含む狭い地区で、ライン川下流域と北海をつないだ。

### ベルギー
アントウェルペン（スペイン語名アムベレスAmberes）とブルッヘから、ブレイヌ＝ラルー、ブレイヌ＝ル＝コント（どちらも語源はラテン語のBrennia-Brenna発祥）へ南下する小さな区画があった。交易路はスイスのベルンへ向かうムーズ川の水運で続いた。

### フランス
琥珀が見つかったロワール川河口のブレンヌ（Brenne）から、ブレッスとベルンへ向けてアルプスを横切りスイスとイタリアへ向かう3つのルートが知られている。

### 南フランスとスペイン
交易路は琥珀が見つかっているアムバル（Ambares、ボルドー近郊）へ接続し、ベアルンとピレネー山脈へ伸びている。ルートは地中海へ向う交易路のあるスペイン北部とピレネー山中の、琥珀の見つかった場所に繋がる。